# كريستوفر دافيدسون
كريستوفر دافيدسون هو خبير عالمي بارز في سياسات الشرق الأوسط وعضو باحث في جامعة درهام. وألّف كتاب «دبي: هشاشة النجاح».

## النشأة والمسيرة
تخرّج كريستوفر دافيدسون من جامعة كامبريدج.